# Seleção Camaronesa de Futebol Feminino

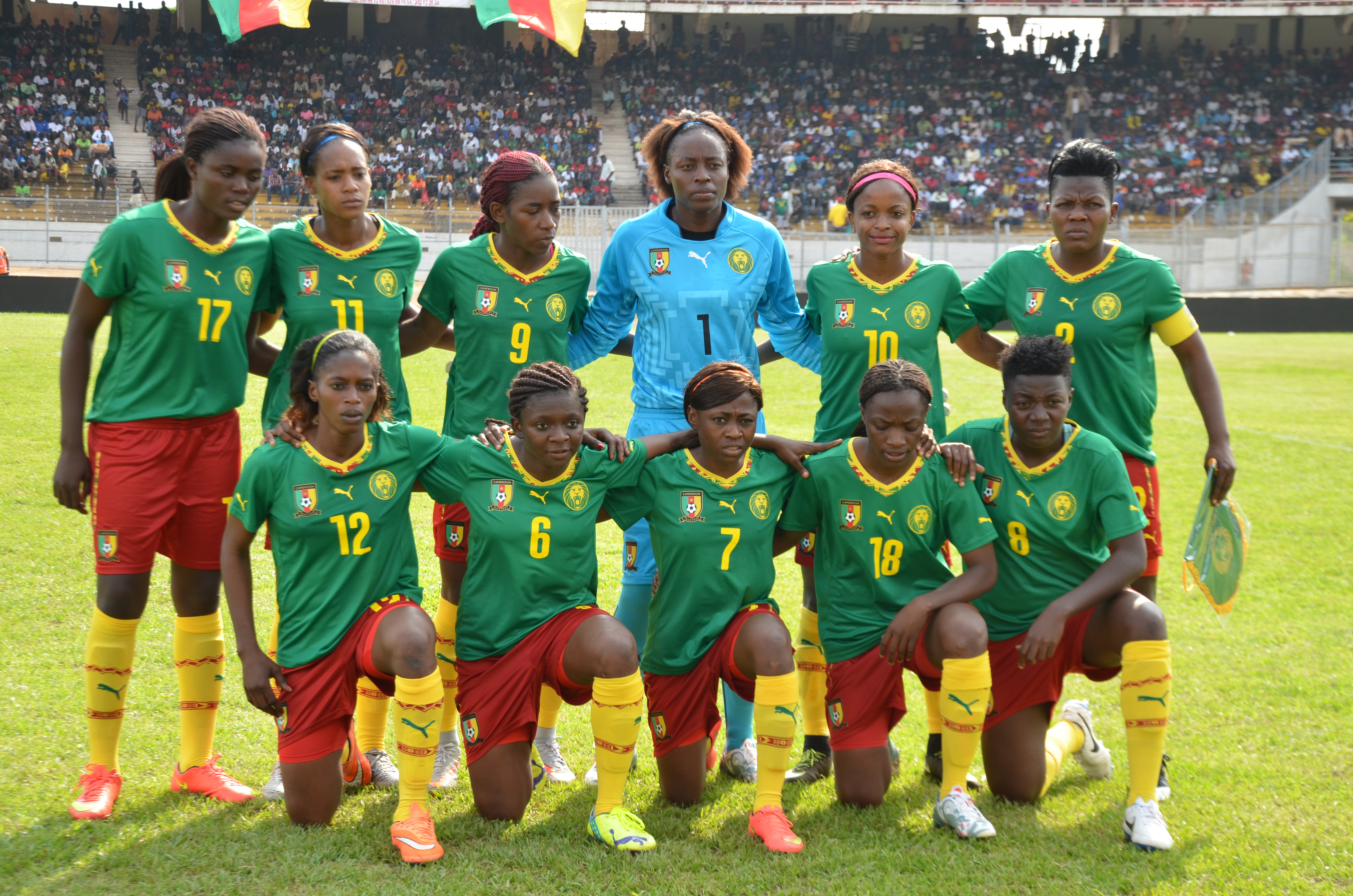
Seleção Camaronesa em 2015.

A Seleção Camaronesa de Futebol Feminino representa a Camarões nas competições de futebol feminino. É controlada pela Federação Camaronesa de Futebol e é filiada à FIFA, à CAF e à UNIFFAC. É considerada uma das principais forças entre as seleções da CAF.
Participou dos Jogos Olímpicos de Londres em 2012, mas a seleção foi desclassificada ainda na primeira fase, na última colocação do Grupo E, com nenhum ponto ganho. Classificou-se para a Copa do Mundo Feminina FIFA realizada no Canadá, em 2015, onde fez a estreia nessa competição.

## Desempenho

### Copa do Mundo
| 1991  | Não se classificou         | Não se classificou         | Não se classificou         | Não se classificou         | Não se classificou         | Não se classificou         | Não se classificou         |
| 1995  | Desistiu nas eliminatórias | Desistiu nas eliminatórias | Desistiu nas eliminatórias | Desistiu nas eliminatórias | Desistiu nas eliminatórias | Desistiu nas eliminatórias | Desistiu nas eliminatórias |
| 1999  | Não se classificou         | Não se classificou         | Não se classificou         | Não se classificou         | Não se classificou         | Não se classificou         | Não se classificou         |
| 2003  | Não se classificou         | Não se classificou         | Não se classificou         | Não se classificou         | Não se classificou         | Não se classificou         | Não se classificou         |
| 2007  | Não se classificou         | Não se classificou         | Não se classificou         | Não se classificou         | Não se classificou         | Não se classificou         | Não se classificou         |
| 2011  | Não se classificou         | Não se classificou         | Não se classificou         | Não se classificou         | Não se classificou         | Não se classificou         | Não se classificou         |
| 2015  | Oitavas de final           | 4                          | 2                          | 0                          | 2                          | 9                          | 4                          |
| 2019  | Oitavas de final           | 4                          | 1                          | 0                          | 3                          | 3                          | 8                          |
| 2023  | Não se classificou         | Não se classificou         | Não se classificou         | Não se classificou         | Não se classificou         | Não se classificou         | Não se classificou         |
| Total | 2/9                        | 8                          | 3                          | 0                          | 5                          | 12                         | 12                         |

### Jogos Olímpicos
| 1996  | Desistiu nas eliminatórias | Desistiu nas eliminatórias | Desistiu nas eliminatórias | Desistiu nas eliminatórias | Desistiu nas eliminatórias | Desistiu nas eliminatórias | Desistiu nas eliminatórias |
| 2000  | Não se classificou         | Não se classificou         | Não se classificou         | Não se classificou         | Não se classificou         | Não se classificou         | Não se classificou         |
| 2004  | Não se classificou         | Não se classificou         | Não se classificou         | Não se classificou         | Não se classificou         | Não se classificou         | Não se classificou         |
| 2008  | Não se classificou         | Não se classificou         | Não se classificou         | Não se classificou         | Não se classificou         | Não se classificou         | Não se classificou         |
| 2012  | Fase de grupos             | 3                          | 0                          | 0                          | 3                          | 1                          | 11                         |
| 2016  | Não se classificou         | Não se classificou         | Não se classificou         | Não se classificou         | Não se classificou         | Não se classificou         | Não se classificou         |
| 2020  | Não se classificou         | Não se classificou         | Não se classificou         | Não se classificou         | Não se classificou         | Não se classificou         | Não se classificou         |
| 2024  | Não se classificou         | Não se classificou         | Não se classificou         | Não se classificou         | Não se classificou         | Não se classificou         | Não se classificou         |
| Total | 1/8                        | 3                          | 0                          | 0                          | 3                          | 1                          | 11                         |

### Campeonato Africano
| 1991  | Vice-campeã                   | 2                             | 0                             | 0                             | 2                             | 0                             | 6                             |
| 1995  | Desistiu nas quartas de final | Desistiu nas quartas de final | Desistiu nas quartas de final | Desistiu nas quartas de final | Desistiu nas quartas de final | Desistiu nas quartas de final | Desistiu nas quartas de final |
| 1998  | Quarto lugar                  | 4                             | 2                             | 0                             | 2                             | 7                             | 13                            |
| 2000  | Fase de grupos                | 3                             | 1                             | 0                             | 2                             | 4                             | 6                             |
| 2002  | Terceiro lugar                | 5                             | 2                             | 2                             | 1                             | 7                             | 5                             |
| 2004  | Vice-campeã                   | 5                             | 1                             | 3                             | 1                             | 8                             | 10                            |
| 2006  | Quarto lugar                  | 5                             | 1                             | 2                             | 2                             | 6                             | 10                            |
| 2008  | Quarto lugar                  | 5                             | 2                             | 1                             | 2                             | 4                             | 6                             |
| 2010  | Quarto lugar                  | 5                             | 2                             | 1                             | 2                             | 7                             | 11                            |
| 2012  | Terceiro lugar                | 5                             | 2                             | 1                             | 2                             | 6                             | 5                             |
| 2014  | Vice-campeã                   | 5                             | 3                             | 0                             | 2                             | 5                             | 4                             |
| 2016  | Vice-campeã                   | 5                             | 4                             | 0                             | 1                             | 6                             | 1                             |
| 2018  | Terceiro lugar                | 5                             | 3                             | 2                             | 0                             | 10                            | 4                             |
| 2022  | Quartas de final              | 4                             | 1                             | 2                             | 1                             | 3                             | 2                             |
| 2024  | Não se classificou            | Não se classificou            | Não se classificou            | Não se classificou            | Não se classificou            | Não se classificou            | Não se classificou            |
| Total | 13/15                         | 58                            | 24                            | 14                            | 20                            | 73                            | 83                            |